# Procuradurías de Venecia
Las Procuradurías (en italiano: Procuratie) son dos grandes edificios longitudinales dispuestos a ambos lados de la plaza de San Marcos, en Venecia (Véneto, Italia). 
Su nombre proviene de los Procuradores de San Marcos, el cargo vitalicio más prestigioso de la República de Venecia después del Dux. Los 9 procuradores se encargaban de la administración de los distintos distritos de la ciudad.
Su disposición en tres alas unidas entre sí delimita y da forma a la parte de la plaza que está delante de la basílica de San Marcos. Se distinguen las Procuradurías Viejas al norte, el Ala Napoleónica al oeste y las Procuradurías Nuevas al sur.

## LasProcuratie Vecchie(Procuradurías Viejas)

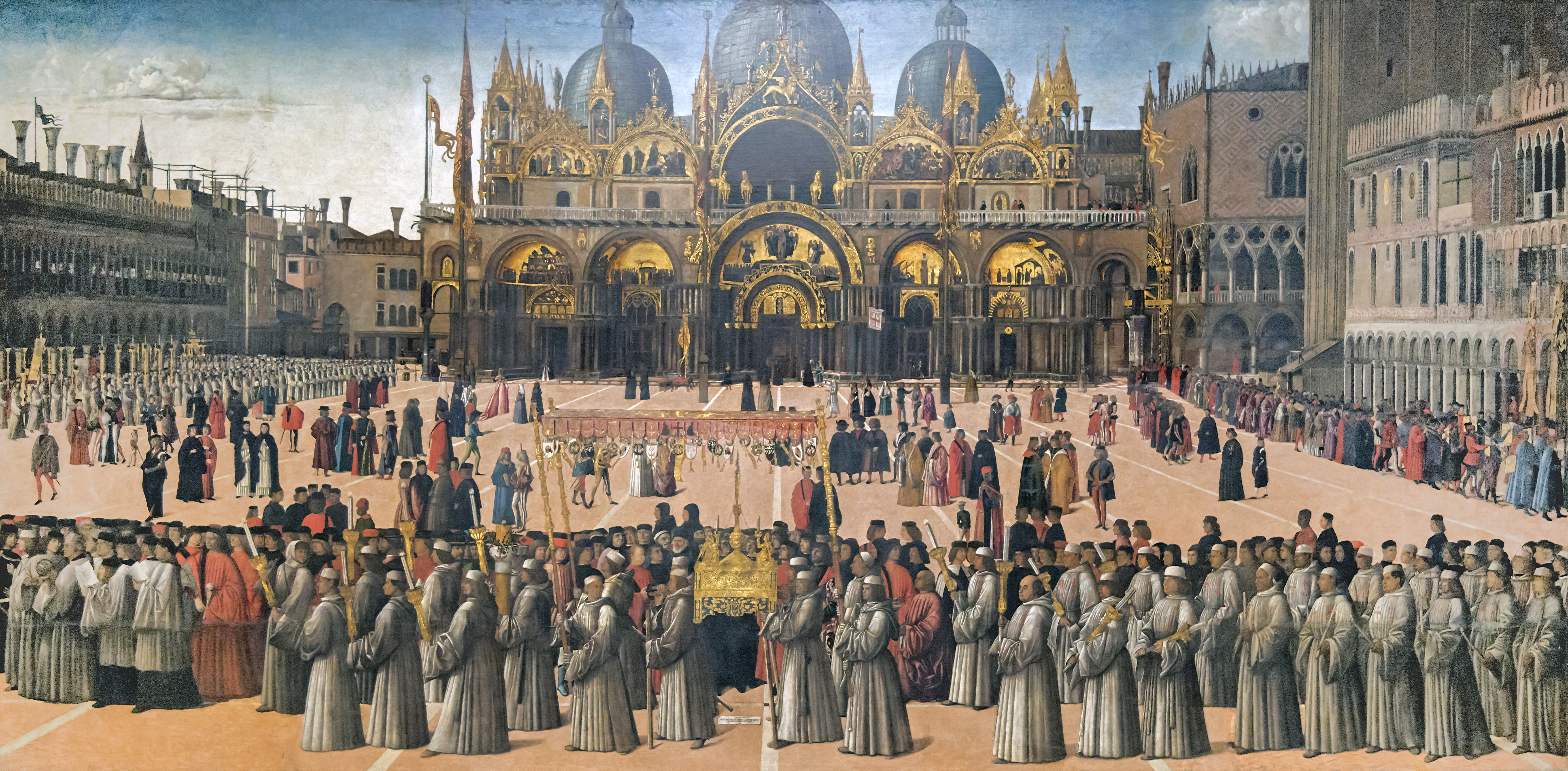
Procesión en la plaza de San Marcos de Gentile Bellini (1496, Galería de la Academia).

Las primeras Procuradurías Viejas se construyeron en el siglo XII en estilo véneto-bizantino, bajo el mandato del dux Sebastiano Ziani. Situadas en el norte de la plaza, tenían dos plantas y estaban destinadas a los apartamentos y las oficinas de los Procuradores de "citra", encargados de cuestiones caritativas y testamentarias. Su fachada se puede apreciar en el célebre cuadro de Gentile Bellini "La procesión en la plaza de San Marcos". 
Este primer edificio fue parcialmente dañado por un incendio a inicios del siglo XVI. Se demolió y reconstruyó, tomando como modelo un dibujo de autoría incierta, atribuido bien a Mauro Codussi, a Giovanni Celestro o a Scarpagnino. Con toda probabilidad, los trabajos se encomendaron en 1517 a Guglielmo dei Grigi y Bartolomeo Bon el Joven y finalizaron en 1538, al parecer mediante la contribución económica de Jacopo Sansovino. 
Las Procuradurías Viejas actuales se disponen en tres plantas y conservan la imagen gótica de las anteriores. Se extienden a lo largo de 152 metros desde la Torre del Reloj hacia el Ala Napoleónica, con un pórtico de cincuenta arcadas realizadas con arcos de medio punto, las cuales se corresponden con las cien ventanas de las dos plantas superiores. El edificio se corona con un friso perforado con cien pequeños óculos ovales, sobre el cual apoya una cornisa de almenas blancas que tiene una función únicamente decorativa.
Actualmente, el edificio alberga tiendas en su planta baja y oficinas en las plantas superiores. Hasta finales de la década de 1980 fue la sede de la compañía de Seguros Generali.

## LasProcuratie Nuove(Procuradurías Nuevas)

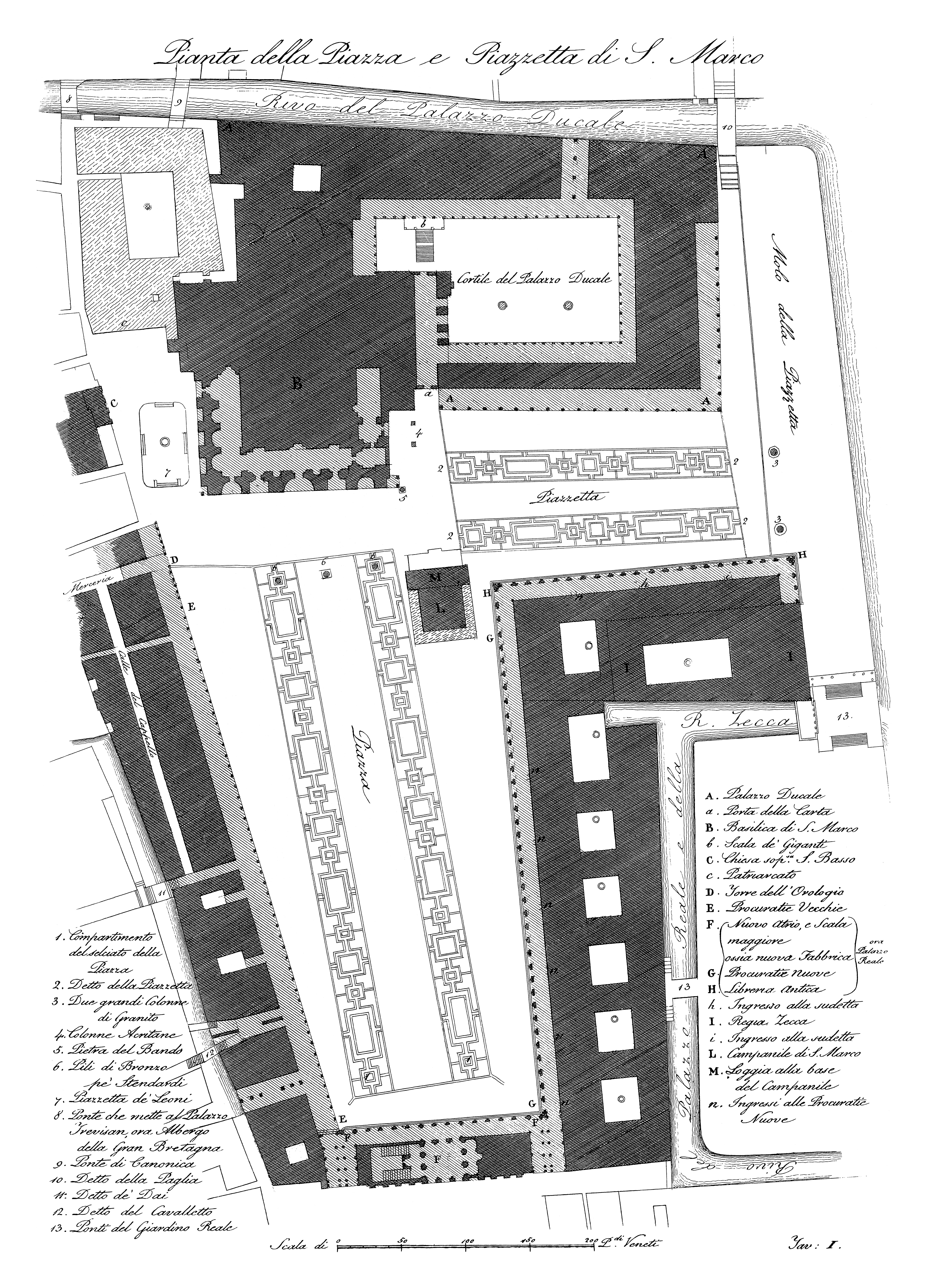
Plano de la plaza de San Marcos con las Procuradurías. Vista de Antonio Quadri y Dionisio Moretti, 1831.

En 1583, Vincenzo Scamozzi comenzó la construcción de las Procuradurías Nuevas en un estilo clásico. Su edificación permitía ampliar el espacio de las oficinas de los Procuradores. Se ocupó el área del hospicio Orseolo y de otros edificios que, como se muestra en la pintura de Bellini, llegaban a la altura del campanario de San Marcos. Sin embargo, el nuevo edificio se alineó con la fachada norte de la Biblioteca Marciana, de la cual continúa el módulo arquitectónico. Las obras, interrumpidas en 1616 por la muerte de Scamozzi, fueron finalizadas en 1640 por Baltasar Longhena.

### Palacio Real de Venecia
Después de la caída de la República de Venecia en 1797 y la formación del Reino de Italia en 1805, las nuevas autoridades buscaron una residencia adecuada para alojar al nuevo soberano, Napoléon Bonaparte, y a su virrey, Eugène de Beauharnais. La visita oficial de 1807, había demostrado cuan difícil era adaptar el viejo Palacio Ducal a las exigencias de la corte imperial francesa. Ese mismo año se decidió convertir las Procuratie Nuove en el nuevo Palacio Real. El nuevo palacio no solo comprendía las procuradurías propiamente dichas, sino también la vecina Biblioteca Marciana.
Con la derrota de Napoléon, Venecia pasó a formar parte del Reino lombardo-véneto, estado vasallo del Imperio austríaco. Fueron los nuevos virreyes austríacos los responsables de proseguir la sistematización del Palacio Real. La decoración de las estancias, a manos del veneciano Giuseppe Borsato, se alargó hasta bien entrados los años treinta.
Entre los virreyes alojados cabe destacar el archiduque Maximilian, luego Emperador de Méjico. También la emperatriz Elisabeth "Sisi" residirá en dos ocasiones en las Procuratie Nuove, la primera, con su esposo, en 1856-1857, y la segunda, sola, en 1861-1862. Dichos aposentos han sido restaurados y abiertos al público recientemente, e incluyen:
- los aposentos de la emperatriz Sisi
- los aposentos del emperador Francisco José I
- los aposentos del archiduque Maximiliano

Tras la integración de Venecia al Reino de Italia en 1866, el Palacio Real se convirtió en la residencia oficial de los soberanos en la ciudad. En 1919, la Corona lo cedió al Estado. Entre 1922 y 1924, diversas instituciones se instalaron en el ex-Palacio Real, como el Museo Correr (dedicado a la historia de la ciudad), el Museo Arqueológico, el Museo del Risorgimiento (cerrado en 1997) o la dirección de los museos venecianos. También retornó a su antigua sede la Biblioteca Marciana.

### LosGiardini Reali(Jardines Reales)
En tiempos de la República de Venecia, entre las procuradurías y la laguna había un conjunto de graneros, pero ya en época napoleónica se proyectó construir un jardín palaciego rodeado de un pequeño canal. No fue hasta 1814, ya bajo gobierno austriaco, cuando se empezó a adecuar los jardines, proyectados por Lorenzo Santi. Los nuevos Jardines Reales tenían un diseño "a la italiana" y estaban decorados con fuentes y parterres. En sus extremos se construyeron dos pabellones neoclásicos, un Belvedere al lado de la Zecca y un Coffeehouse en el extremo opuesto. Cara a la laguna, los jardines estaban cerrados por una verja que los separaban del malecón, dicho malecón tenía un pequeño muelle; se comunicaban con el palacio gracias a un pequeño puente levadizo.
Las obras de los jardines fueron terminadas entrados los años veinte y ya que el virrey vivía esencialmente en Milán y el emperador rara vez visitaba la ciudad, éstos se encontraban abiertos al público.
A principios del siglo XXI, tras varias décadas deterioro, muchas áreas se encontraban cerradas a causa del riesgo que suponían para la seguridad. De 2014 a 2019 se llevó a cabo una restauración de los jardines promovida por Venice Gardens Foundation y Assicurazioni Generali, y realizada por los arquitectos Alberto Torsello en su parte arquitectónica y Paolo Pejrone en la botánica. Los jardines abrieron al público en diciembre de 2019.

## LasProcuratie Novissimeo Ala Napoleónica

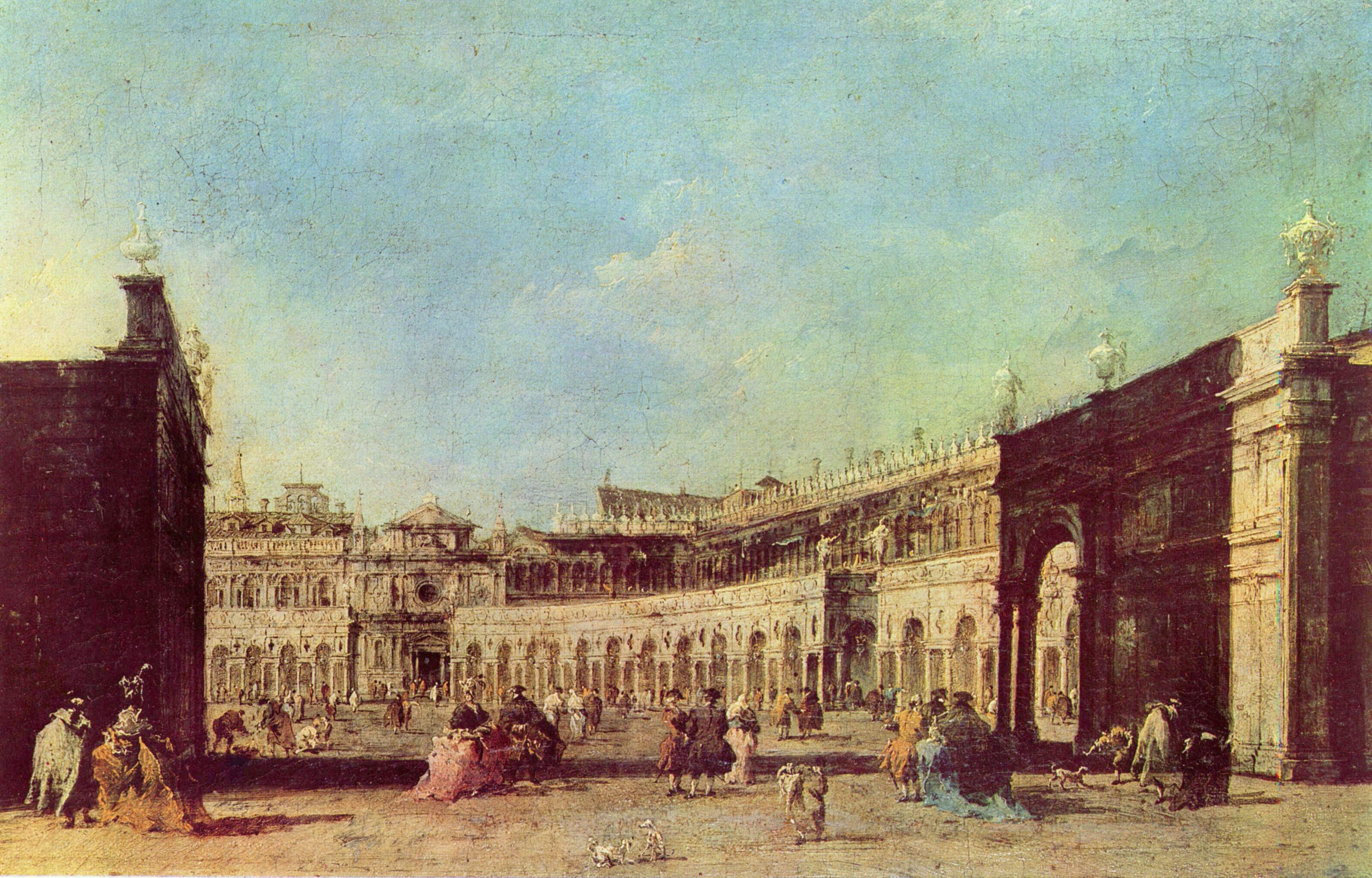
Cuadro de Francesco Guardi (alrededor de 1776-77) con vista de la plaza de la Basílica. Se aprecia la fachada de la iglesia de San Geminiano de Jacopo Sansovino.

Las Procuradurías se cerraron en su lado oeste cuando Napoleón Bonaparte hizo demoler la Iglesia de San Geminiano y las prolongaciones de las Procuradurías alineadas a ella, para construir la llamada "Ala Napoleónica" (o también "Procuradurías Novísimas" o "Fábrica Nueva").
Hasta 1807, las procuradurías viejas y nuevas discurrían la una frente a la otra, luego torcían en ángulo recto y se encontraban justo enfrente de la Basílica de San Marcos. Separando ambas procuradurías había la pequeña Iglesia de San Geminiano, una de las más antiguas de Venecia documentada ya en el siglo VI y que había sido rehabilitada por Jacopo Sansovino en 1557. El artista, orgulloso de su obra, incluso eligió una capilla adyacente para ser enterrado en ella junto a sus hijos. 
Cuando las Procuratie Nuove fueron transformadas en palacio real (ver más arriba), el virrey Eugène de Beauharnais consideró que sus nuevos aposentos carecían de un amplio salón para festejos y de una entrada monumental. El arquitecto Giovanni Antonio Antolini, proyectó derribar la Iglesia de San Geminiano y edificar un pórtico de entrada con una escalera monumental en su lugar. Las obras empezaron en 1807.
Sin embargo, en 1810, ante la lentitud de los trabajos, Antolini fue sustituido por Giuseppe Maria Soli, que presentó un proyecto radicalmente diferente. Soli propuso derribar las partes en ángulo de las Procuradurías, dejando espacio suficiente para edificar una ala entera, que además de la escalera de acceso contuviera un gran sala de baile sobre el "salón más bonito del mundo" (la plaza de San Marcos). El proyecto, de estilo neoclásico, siguió el diseño de las Procuradurías Nuevas, aunque se añadió un ático con un friso representando Napoléon en el trono y catorce estatuas de emperadores romanos.
Las obras de la llamada "Ala Napoléonica" se terminaron en 1813, sin embargo, meses después cayó Napoléon. El nuevo gobierno austriaco del Reino lombardo-véneto fue el responsable de terminar la decoración de esta nueva ala del Palacio Real de Venecia. Giuseppe Borsato realizó dicha tarea, terminado los trabajos de decoración solo en 1836. En el interior del "Ala Napoléonica" cabe destacar:
- La monumental escalinata, con un fresco en el techo titulado "La gloria de Neptuno", obra de Sebastiano Santi (1836).[18]
- El vestíbulo, con una alegoría de la unidad italiana repintada a finales del siglo XIX.[19]
- El salón de baile, diseñado por Lorenzo Santi (1822) y decorado por Giuseppe Borsato (1838).[20]

El "Ala Napoléonica", al formar parte, como las Procuratie Nuove, del Palacio Real, pasó a manos de los Saboya en 1866 y desde 1922 alberga el Museo Correr.

## Uso de las Procuradurías
En la planta baja de los edificios se ubican las célebres cafeterías históricas, una al lado de la otra: el Gran Café Quadri, el Café Florian, que abrió sus puertas el 29 de diciembre de 1720, y el Café Lavena, el favorito de Richard Wagner, situado en el mismo local desde mediados del siglo XVIII. 
En las plantas superiores, las familias venecianas más acomodadas (cuyas "Ca" o residencias se localizaban lejos de la plaza de San Marcos) poseían un pequeño apartamento llamado ridotto, destinado como casa de apuestas privada. Los ridotti estaban muy de moda en Venecia y las escenas de este lujoso estilo de vida fueron representadas por el pintor Alessandro Longhi. El cuidado y buen gusto en el mobiliario y la decoración en estuco de sus estancias eran comparables a los de los propios palacios de Venecia. 
La Plaza de la República de Split, Croacia (en croata Trg republike), llamada por los lugareños Prokurative, fue construida a imagen de las Procuradurías de Venecia. 

## Galería de imágenes

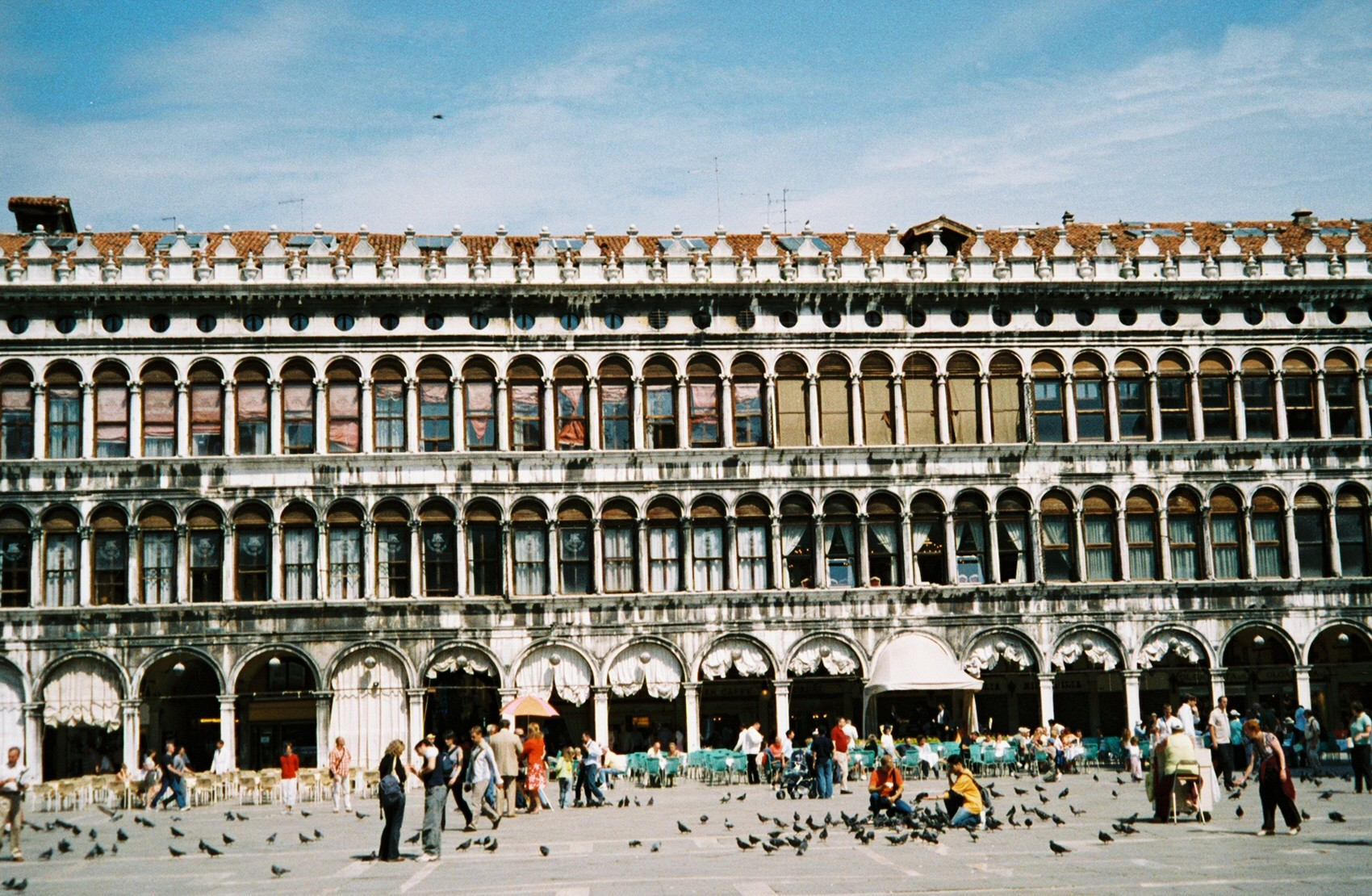
Las Procuradorías Viejas.
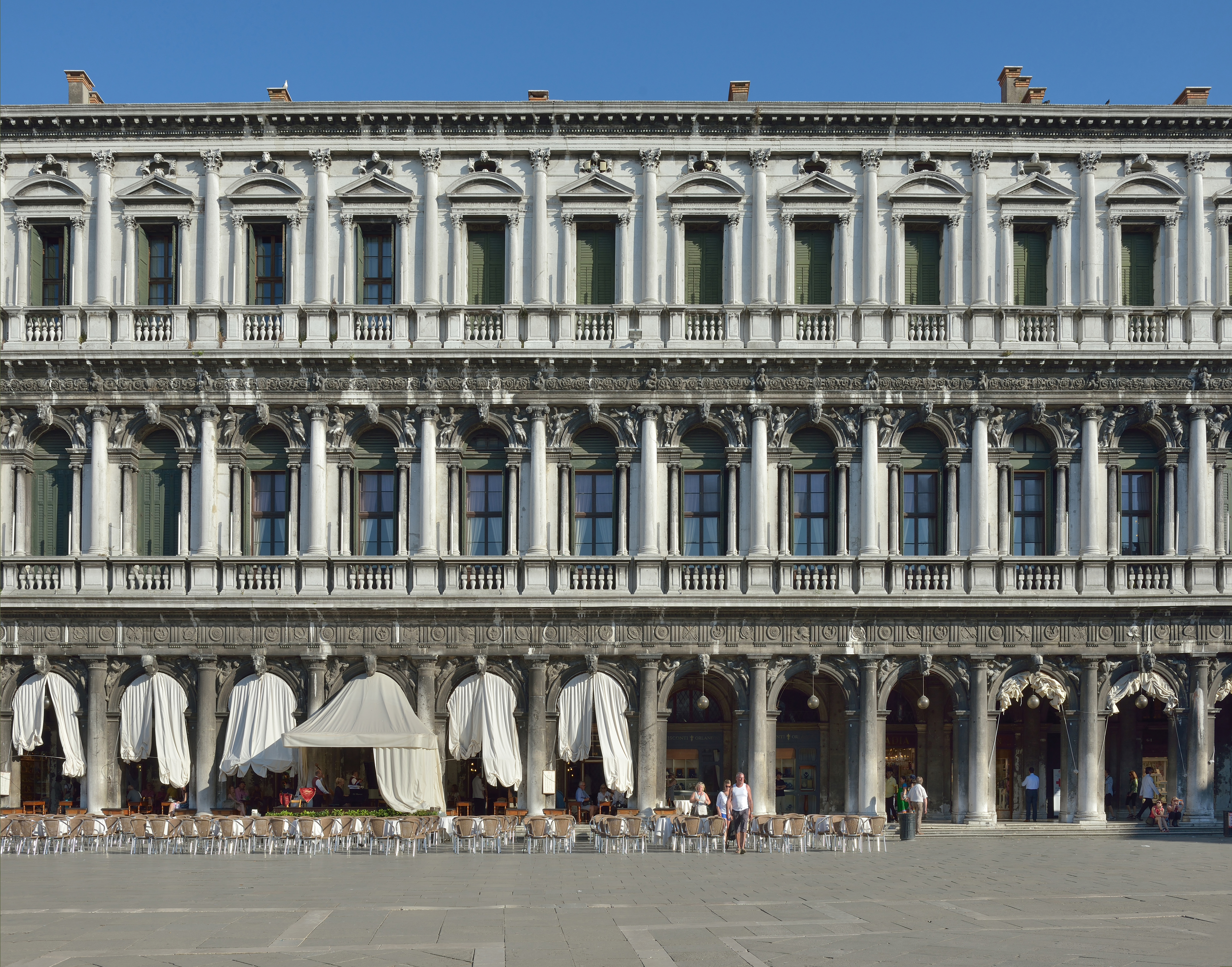
Las Procuradorías Nuevas.
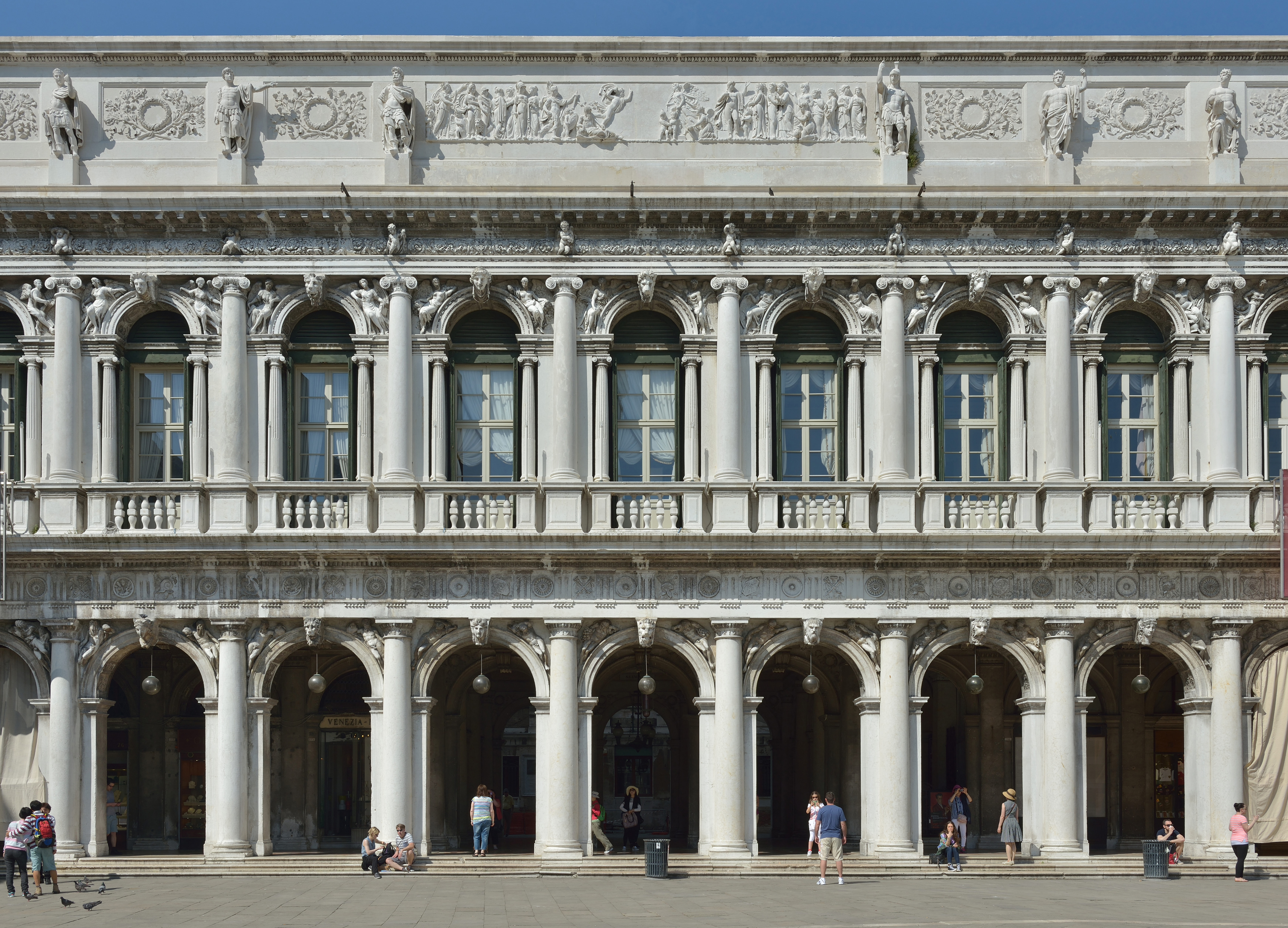
El Ala Napoleónica.
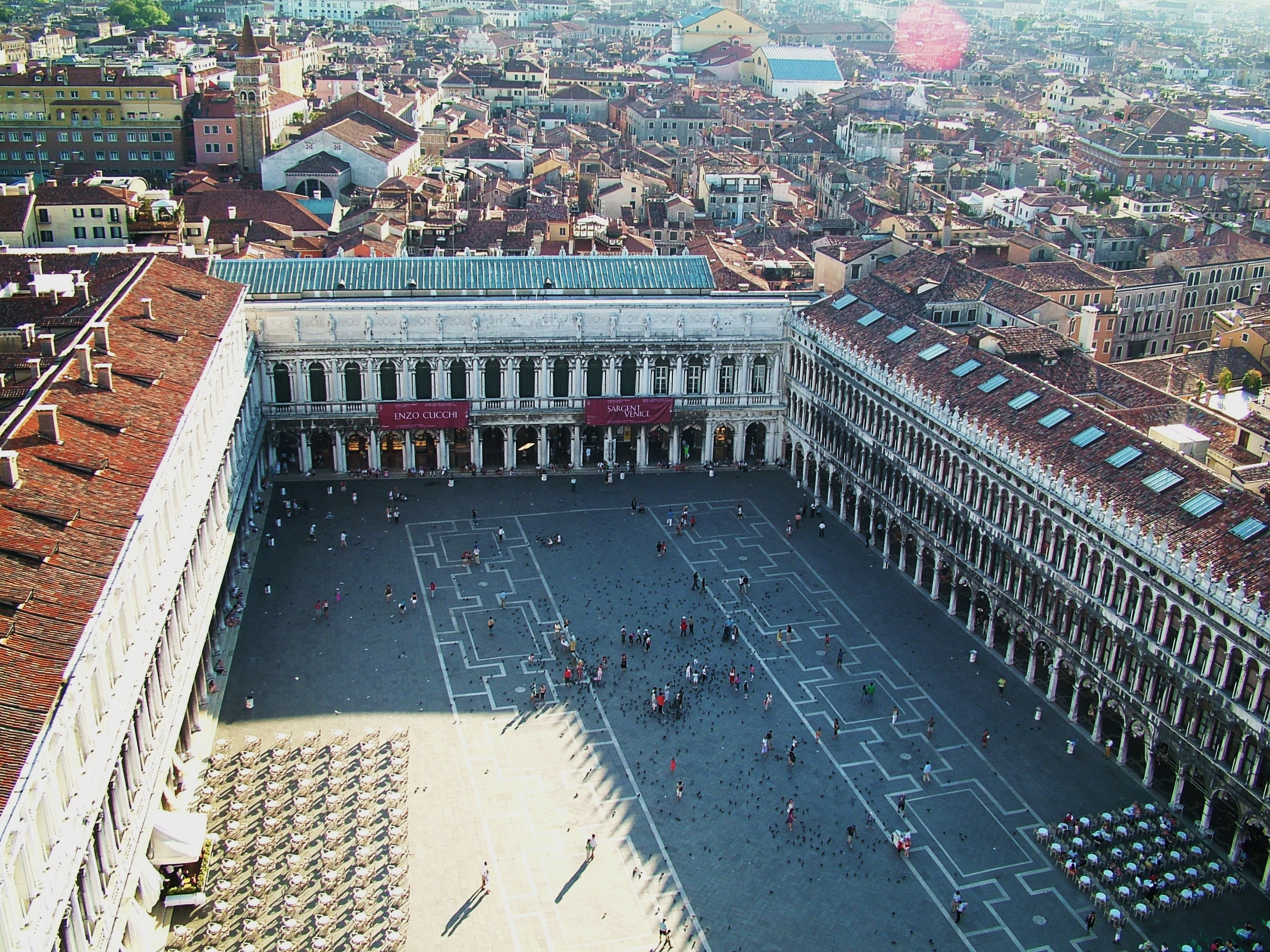
Panorámica de las Procuratie.
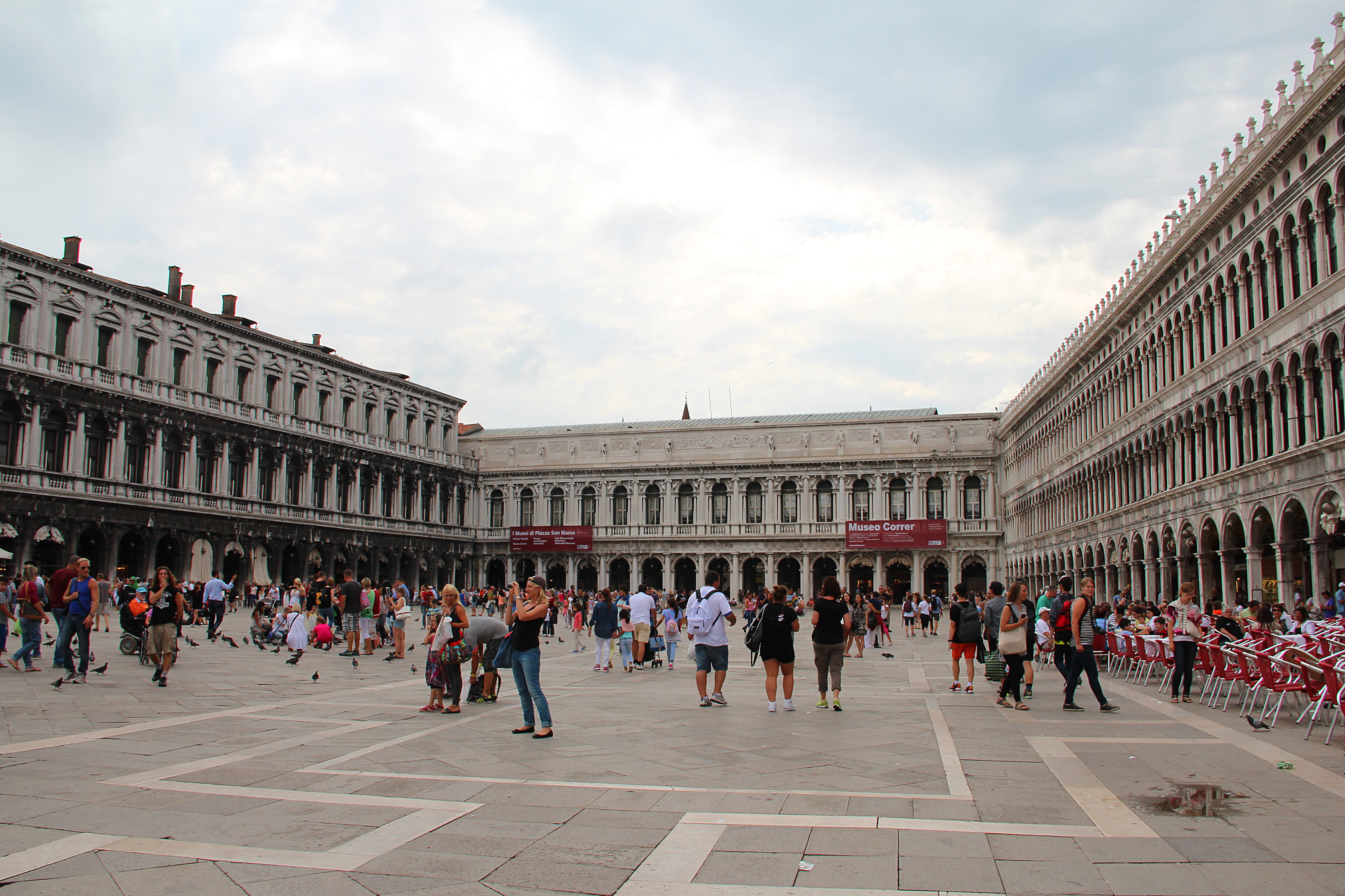
Las Procuratie Nuova y Vecchie Venecia.
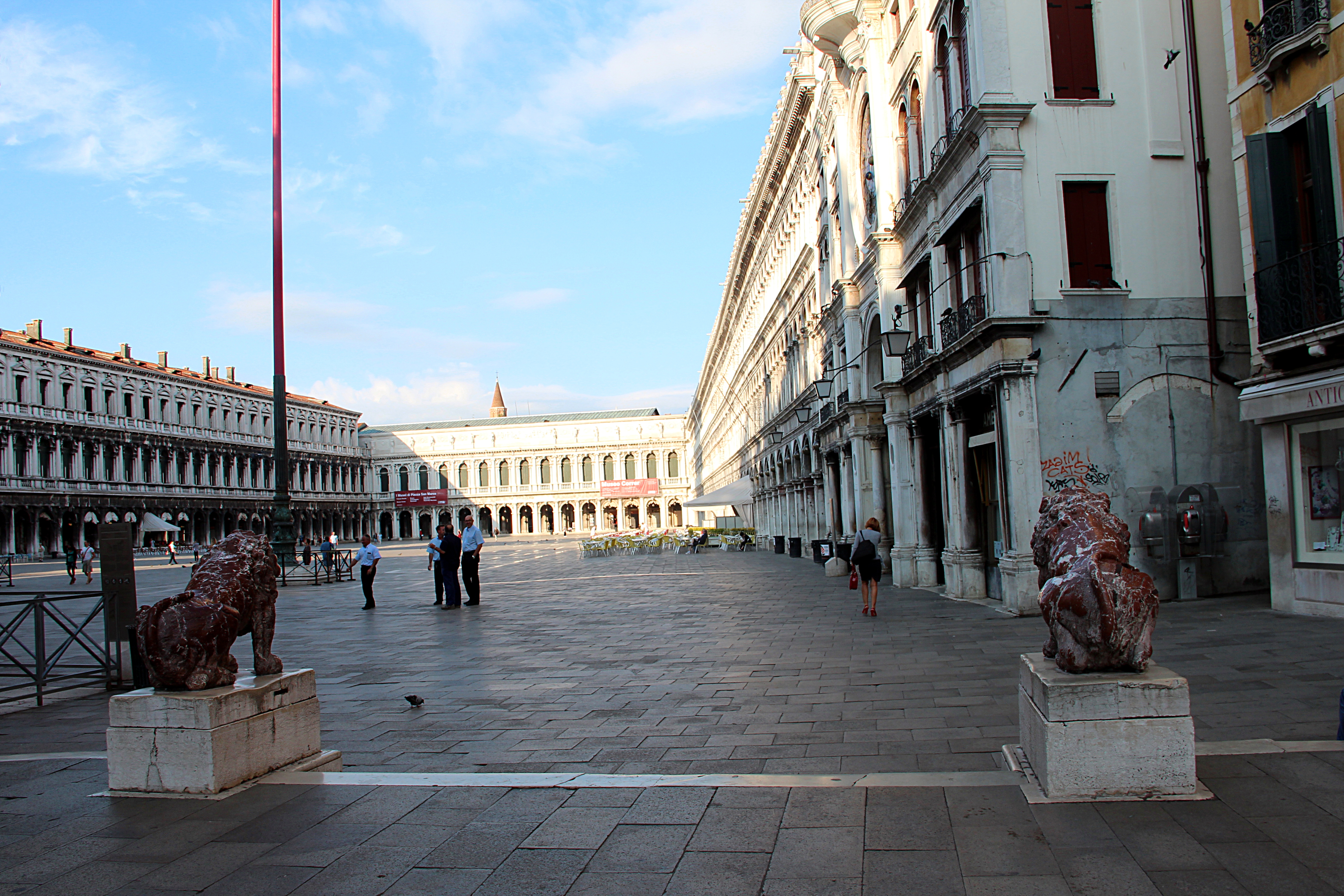
Las Procuratie Nuova y Vecchie Venecia.